# 香坂マト
香坂 マト （こうさか まと）は、日本のライトノベル作家である。

## 略歴
2021年、『ギルドの受付嬢ですが、残業は嫌なのでボスをソロ討伐しようと思います』で商業デビュー。

## 作品リスト

### 単行本
- 『ギルドの受付嬢ですが、残業は嫌なのでボスをソロ討伐しようと思います』

### アンソロジー
- 川原礫 （原作・著） 『ソードアート・オンラインIF』「もしキリトとアスナがゾンビゲームで遊んだら」

### 漫画原作
- 優木すず（漫画）『ギルドの受付嬢ですが、残業は嫌なのでボスをソロ討伐しようと思います』